# Cronologia do conflito árabe-israelita
| Período/Ano      | Acontecimentos |
| A partir de 1897 | Determinar onde deveria ser o lar nacional dos judeus, era ainda uma questão sem sentido, uma vez que já eram poderosos e muito influentes nos países entorno e na própria Alemanha, principalmente na Polônia que já possuíam um estatuto próprio diferenciando-os dos cristãos, contudo, após 1897 tem início ao movimento sionista, no sentido de refazer uma cultura esquecida, guiados por seu líder Theodor Herzl reacendem ainda na Alemanha os vestígios do idioma de origem. Em substituição ao folclórico iídiche (alemão escrito com caracteres hebraicos), essa revisão pode ser feita "apenas parcialmente" a partir dos árabes judeus, padres e jesuítas cristãos e outros líderes espirituais muçulmanos que ainda dominavam o aramaico o idioma de base do atual hebraico, já que o consoantes mesmo que originais (anterior a Cristo) carecendo de vogais tornam-se impronunciáveis. Mesmo assim, os judeus sem um idioma definido e sem terra, sugeriam que a terra prometida poderia ser no Brasil (América do sul) em algum lugar da Amazônia ou no Pernambuco, já outros argumentavam que seriam melhor recebidos na América do Norte. Nesse sentido , mesmo considerando que no ano 5657 (1897), o pai espiritual do Estado Judeu, Theodor Herzl, proclamasse o direito de o povo judeu fazer renascer o seu próprio país, não se referia em momento algum a palestina e muito menos ao monte Sião. Negociações diplomáticas, com o Império Otomano para a fixação de judeus na Palestina só seria possível após a primeira guerra mundial e mesmo assim de forma conspiratória tendo em vista a natureza secreta do acordo, já que nesse período o povo da Alemanha possuía dívidas de guerra com a Inglaterra. No entanto em todos os lugares do mundo novo (ocidente), os judeus sempre foram bem recebidos. Nessas nações ocidentais, eles permaneceram bem estabelecidos até hoje, tanto que, seus descendentes ocupam posições significativas nos governos brasileiros e norte-americanos e esses últimos se sentem muito orgulhosos com eles, permanecendo sem respostas a origem do nome sionismo que deu origem ao conflito árabe-israelita em 1947 ou seja, após a Segunda Guerra Mundial. |
| 1914             | Durante a primeira guerra mundial acontecia simultaneamente uma rebelião de independência que foi decisiva aos povos árabes contra o domínio turco na região. Consta em alguns relatos, que as tribos árabes, teriam sido assistidas por ingleses ou franceses interessados na região. Essa colaboração entre eles foi que serviu de inspiração ao épico Lawrence of Arabia. |
| 1917             | Após a Revolta Árabe, tem início o livre acesso a Palestina, até então uma região anexa a Jordânia , a mais recentemente libertada do Império Otomano por milícias de beduínos árabes. A região do litoral é densamente povoada. Devido à sua complexidade administrativa e face à pouca habilidade dos árabes, toda a faixa litorânea compreendida do Egito até a Síria ficou tutorada entre duas nações aliadas no primeiro conflito mundial: o Reino Unido, incluindo Jerusalém e a França, a partir da fronteira da Palestina com o Líbano, até que a sua integração total se realizasse com os habitantes de fato e direito por meios naturais. Ver Mandato Britânico da Palestina |
| De 1918 até 1939 | Após o fim do dominação turca que acontece simultaneamente com o término da primeira guerra mundial atendendo a resolução da Tríplice Entente a Alemanha é obrigada a indenizar a Inglaterra e França. Os Judeus polacos e alemães que se recuperavam financeiramente após o conflito começam a negociar com o governo do Reino Unido a intermediação na compra de terras na região da Palestina, (que mais tarde os judeus vieram a descobrir que tratava-se de alagados e outras terras devolutas não muito interessantes para a agricultura da época) em troca de dinheiro e outros favores ou colaborações futuras. Obs: Com os indícios de uma Segunda Guerra Mundial, essa reciprocidade de favores entre judeus e as nações integrantes da Tríplice Entente é tremendamente prejudicial aos judeus que já habitavam a Alemanha e entorno, tornando-os mal vistos na Alemanha. Prevendo perseguições futuras, os judeus de nacionalidade alemã e polonesa fogem para o exterior muitos deles vão às Américas e outros imigram para Palestina onde são relativamente bem recebidos pelos árabes. |
| 1919             | Face a intermediação dos ingleses com o rei Faisal da Arábia Saudita "o líder quem respondia por todas as regiões do oriente médio" no sentido de facilitar ou reservar para posse futura de algumas glebas situadas no litoral da Palestina aos judeus. Anexo aos interesses ingleses, sobre "essa intermediação" foi elaborado um acordo entre ambos denominado Acordo Faisal-Weizmann no sentido de livra-los da responsabilidade no caso de um conflito entre árabes e judeus alemães, uma vez que a intenção era fornecer aos imigrantes as terras improdutivas. |
| 1947             | A ONU propõe a divisão das terras palestinas entre judeus e árabes. O esquema dessa divisão, que ainda não consta na história mais pormenores (foi encaminhada pessoalmente aos judeus ou somente aos povos palestinos para votação num plebiscito nacional) devido a ausência de documentos que falem mais sobre essa partilha), costuma-se dizer que ONU foi encaminhada a um plebiscito popular, sendo aceita pelos judeus e rejeitada pelos palestinos, que futuramente viriam a reclamar da ausência de uma rede de viadutos ligando os pedaços de Palestina que sobrou. Desse modo compreende-se que a tal reivindicação histórica ainda não pode ser devidamente homologada pela ONU. |
| 1948             | Os britânicos saem da região e os judeus proclamam entre os palestino o Estado de Israel e tem início o conflito. Ainda nesse ano, com a "dita" Guerra de independência de Israel , inicia-se de fato uma corrida para o leste, é a guerra para ocupação total da Palestina que ainda não possuía fronteiras muito exatas. No sentido de evitar uma invasão em seus territórios, os exércitos do Egito, Jordânia, Líbano, Síria e Iraque se dirigem as regiões de fronteira para conter a propagação do movimento Sionista evitando que chegasse em seus territórios. Desse modo, em sentido contrário (leste para oeste), o exercito Egito conseguem chegar até a região das antigas terras de Canaã ou seja após atravessar o deserto do Sinai, uma região desabitada que faz fronteira ou integram os limites da atual Faixa de Gaza , o mesmo acontecendo com os exércitos da Jordânia que chegam até as regiões da Cisjordânia após e entorno de Jerusalém oriental, e finalmente a Palestina isso é o povo palestino uns que conseguem fugir ao conflito chegam nas regiões como a faixa de Gaza ou Jerusalém e não conseguem mais regressar, outros que permanecem em suas próprias casas descobrem que habitam um novo país com pessoas estrangeiras que falavam outro idioma e novas leis diferenciando-os é Israel |
| 1956             | Guerra de Suez |
| 1964             | Os Palestinos criam a OLP |
| 1967             | Guerra dos Seis Dias, quando Israel ocupa as regiões da Faixa de Gaza, Monte Sinai, Colinas de Golã, Cisjordânia e Jerusalém oriental, e muitos palestinos refugiam-se em outros países. |
| 1973             | Guerra do Yom Kippur |
| 1973             | Guerra do Sinai |
| 1977 a 1979      | Israel e Egito negociam um acordo de paz e a região de Sinai é devolvida para o Egito |
| 1982             | Israel invade o Líbano. |
| 1987             | Início da primeira Intifada |
| 1988             | O Conselho Palestino renuncia à Intifada e aceita o Plano de Partilha da ONU. |
| 1993             | Com o Acordo de Paz de Oslo, foi criada a Autoridade Palestina sob o comando de Yasser Arafat. |
| 2000             | Inicia-se o segundo levante da Intifada, após visita de Ariel Sharon ao Monte do Templo. |
| 2001             | Ariel Sharon é eleito primeiro-ministro do Estado de Israel e inicia-se uma constante de assassinatos dos líderes da OLP. Dão-se os Ataques de 11 de Setembro de 2001. Enquanto investigam as causas, em represália aos acidentes, reforçam-se as retaliações aos abrigos de terroristas, sendo o Afeganistão o primeiro país a ser bombardeado pelos Estados Unidos, Reino Unido e aliados. Posteriormente o Iraque é acusado por G. W. Bush de possuir armas de destruição em massa. |
| 2002             | Início das negociações do processo de paz denominado de "Road map for peace", com a participação dos Estados Unidos, Nações Unidas, Rússia e União Europeia. |
| 2004             | Início da construção do Muro da Cisjordânia, com ocupação de territórios palestinos. Em Setembro de 2004, o conselho de segurança da ONU levou a votação uma resolução pedindo que fosse desfeito o conjunto das forças não governamentais que protegiam as fronteiras do Líbano com suas fronteiras na região em conflito. Yasser Arafat morre e deixa o cargo da Autoridade Palestina para o eleito Mahmud Abbas. Israel destrói assentamentos palestinos na Faixa de Gaza. Em represália, reforçam-se as retaliações ao mundo oriental o Afeganistão é bombardeado e o Iraque é acusado de possuir armas de destruição em massa. |
| 2005             | Israel retira suas tropas da Faixa de Gaza com a Lei de Implementação do Plano de Evacuação ao mesmo tempo que promove com ajuda dos estados-unidos uma acusação responsabilizando o presidente da Síria pelo assassinado do primeiro-ministro libanês, Rafik Hariri depois de muita insistência a Síria retira-se do Líbano. |
| 2006             | Início da conflito israelo-libanesa. Logo após a retirada da Síria, dois soldados de Israel misteriosamente desaparecem tanto na Faixa de Gaza como nas fronteiras ao sul do Líbano recentemente evacuadas. Segundo afirma Israel, os guerrilheiros do Hezbollah teriam invadido, e de algum modo atravessado as faixas minadas da fronteira e raptado os dois soldados e executando oito outros, embora ninguém saiba dizer ao certo como conseguiram semelhante façanha, outras versões sugerem que os soldados de Israel é que teriam atravessado a zona minada (que faz fronteira com território libanês) e consequentemente eliminados e aprisionados por alguma milícia da resistência libanesa. |
| 2007             | A Síria noticia ter-se defendido de um ataque aéreo de Israel. Por sua vez, um mês depois (sem informações), Israel assume a suposta incursão que teria ocorrido ao noroeste da Síria, não detalhando se houve ou não sucesso em tal missão. |